# Терпигорєв Сергій Миколайович
Терпигорєв Сергій Миколайович (12 [24] травня 1841, Тамбовська губернія — 13 [25] червня 1895, Санкт-Петербург) — російський письменник і публіцист.
Навчався до 13 років вдома, потім в Тамбовській гімназії, а з 1860 року по 1862 рік — на юридичному факультеті Санкт-Петербурзького університету.
У 1861 році він надрукував в «Русский мир» своє перше оповідання «Черства частка», потім невеликі нариси і статті в «Русский мир», «Російському Слові», «Гудку», «Санкт-Петербурзьких Відомостях». За участі в студентських заворушеннях був виключений і висланий в родовий маєток матері, де жив п'ять років під наглядом поліції. У цей період він вирішив збирати матеріали для нарисів на соціальні теми. Їх він відправляв в редакції журналу «Русское слово» і петербурзької газети «Голос». Публікації викривали шахраїв і казнокрадів, показували важке життя простого народу.
У 1867 році, коли термін заслання закінчився, Терпигорєв знову їде в Петербург. І продовжує літературну роботу. У «Вітчизняних записках» виходить серія нарисів «В степу», які він підписував під псевдонімом Сергій Атава. Він розповідав про реальний гнітючий стан справ після скасування кріпосного права.

У січні 1880 роки там же в «Вітчизняних записках» з'являється ряд нарисів «Зубожіння». Потім виходить книга «Потривожені тіні», яка приносить літературну популярність.

Залишив спогади про похорони Тараса Шевченка в 1861 році.
Наступні збірки — «Жовта книга», «Узорочная пестрядь», «Історичні оповідання та спогади».